# Einar Hjörleifsson Kvaran
Einar Hjörleifsson Kvaran (ur. 6 grudnia 1859 w Vellanes na Islandii, zm. 21 maja 1938 w Reykjavíku) – islandzki pisarz, nowelista, poeta, dramaturg i publicysta.
Einar Kvaran był synem Hjörleifura Einarsson'a i Guðlaug Eyjólfsdóttir. Urodził się jako Einar Hjörleifsson, ale podobnie jak jego bracia i kuzyni, przyjął na emigracji w 1916 roku nazwisko Kvaran. Od 1885 roku mieszkał w kanadyjskiej prowincji Winnipeg, gdzie pracował jako dziennikarz (w tygodnikach Heimskringla i Lögberg). 
Był jednym z najwibitniejszych pisarzy islandzkich, nominowany do nagrody Nobla. Wprowadził nowelę jako gatunek literacki do literatury islandzkiej (zbiór: "Vonir" - Nadzieje). Jego najbardziej znana powieść to "Sögur Rannveigar" - Historie Rannveiga.